# 茨木市立東雲中学校
茨木市立東雲中学校（いばらきしりつ しののめちゅうがっこう）は、大阪府茨木市学園南町にある公立中学校。
茨木市立東中学校から分離し、茨木市で9番目の公立中学校として1974年に開校した。東中学校よりさらに東に位置することから、「東の空から夜が明ける、またその東」として「夜明け」を指す「東雲」を校名に採用した。

## 沿革
- 1973年9月25日 - 校舎建設工事に着工。この日を創立記念日とする。
- 1974年4月1日 - 茨木市立東雲中学校として開校。茨木市立東中学校内に仮校舎をおく。
- 1974年4月8日 - 開校式、第1回入学式を実施。
- 1974年8月8日 - 現在地に校舎完成し移転。校舎竣工式を実施。

## 通学区域
- 茨木市立東小学校、茨木市立白川小学校の校区全域。
- 茨木市立玉島小学校の校区の一部。

## 交通
- 茨木市駅（阪急京都本線）東へ約1.7km
- 京阪バス 学園町バス停 南へ約300m
- 近鉄バス 桑田町北バス停 東へ約670m